# Xysticus transversomaculatus
Xysticus transversomaculatus là một loài nhện trong họ Thomisidae.
Loài này thuộc chi Xysticus. Xysticus transversomaculatus được Friedrich Wilhelm Bösenberg & Embrik Strand miêu tả năm 1906.